# Rodrigo de Paul
Rodrigo Javier de Paul (Sarandí, 24 de maio de 1994) é um futebolista argentino que atua como meio-campista. Atualmente, defende o Inter Miami, emprestado pelo Atlético de Madrid.

## Vida pessoal
Rodrigo de Paul foi casado com a modelo Camila Homs, a quem conheceu quando ela tinha 15 anos e ele ainda era jogador da sub-divisão do Racing Club de Avellaneda com 17 anos. O relacionamento dos dois chegou ao fim após 11 anos e, juntos, o casal teve dois filhos: Francesca e Bautista. Pouco tempo depois, o jogador começou a se relacionar com a cantora argentina Tini. À época ambos sofreram uma onda de ataques online, com especulações e boatos acerca de traição, e a artista sendo colocada como pivô do fim do casamento do jogador. A relação chegou ao fim em agosto de 2023, até que ambos voltaram a ser fotografados juntos em 2025. O retorno do casal foi oficializado publicamente com a presença da cantora e sua família no evento que marcou a ida do jogador para o Inter de Milão, em julho.
Em 2023, De Paul denunciou sua ex-esposa por assédio alegando ter pedido para ver as crianças e recebido ameaças como resposta. Homs também já havia entrado na justiça contra o jogador em junho de 2021, por não pagamento de pensão. Os dois chegaram a um acordo judiciamente.

## Carreira

### Racing
De Paul começou sua carreira como profissional no Racing, fez sua estreia em 10 de fevereiro de 2013 substituindo Mauro Camoranesi aos 76 minutos na derrota por 3 a 0 para o Atlético de Rafaela
Após ótimo início no Racing, De Paul foi negociado encerrando sua passagem com 55 jogos.

### Valencia
Foi vendido para o Valencia em 9 de maio de 2014 por 4,7 milhões de euros e um contrato de cinco temporadas.
De Paul nunca se firmou no Valência, assim sendo dispensável, o diretor esportivo do Valencia, Jesús García Pitarch, em 1 de fevereiro de 2016, anunciou o acordo para a transferência até o mês de junho de 2016, com Racing de Avellaneda encerrando sua passagem com 44 partidas oficiais.

### Retorno ao Racing
Retornou ao Racing em 4 de fevereiro de 2016 por contrato de empréstimo por 6 meses,
De Paul reestreou em 8 de fevereiro contra o Atlético Tucumán e marcou seu primeiro e único gol em 24 de fevereiro contra o Bolívar na Copa Libertadores após uma grande assistência de Lisandro López, porém com o passar das semanas caiu de rendimento assim  e finalmente participou apenas de 15 partidas (11 no campeonato e 3 na Copa Libertadores).
| “ | Mais uma vez é hora de começar a fechar essa parte da minha vida, a nostalgia de pensar que foi um tempo antes que eu pudesse usar a camisa mais fofa mais uma vez. Não foram os melhores meses da minha vida e as expectativas certamente permaneceram nisso. Só nisso. Mas mesmo assim, nunca me arrependerei da minha decisão porque fiz isso com meu coração, pelo amor que tenho pelo clube que formei. Vou gostar de você que nos faz tão grandes em todos os lugares, que nos encorajam sem pedir nada em troca, vou desfrutar do nosso ídolo que tem duas semanas para dizer adeus, e que mostrou a todos nós que voltamos, que você pode voltar, ajudar a crescer e também ser campeão, o sonho de muitos de nós que saem daqui. Faltam dias, mas começo a dizer até breve. | ” |

### Udinese
Em 20 de julho de 2016 foi contratado pela Udinese por 3 milhões de euros e um contrato de cinco anos.
O futebol de De Paul na Itália foi muito bom, gerando convocações e aspirações nos grandes clubes da Europa, com cifras gigantescas o time italiano não pode resistir e assim após cinco temporadas atuando na Itália, onde marcou 33 gols e 33 assistências em 184 partidas.

### Atlético de Madrid
Em 12 de julho de 2021, após o título da Copa América de 2021 com a Seleção Argentina, De Paul foi contratado pelo Atlético de Madrid por 35 milhões de euros.

## Seleção Argentina
De Paul fez sua estréia pela Argentina em uma vitória por 4-0 contra o Iraque em 11 de outubro de 2018, e mais tarde tornou-se titular regular sob o comando de Lionel Scaloni; ele fez parte da Seleção Argentina que terminou em 3° lugar na Copa América de 2019 depois de vencer o Chile por 2 a 1.

### Copa América de 2021
Em 3 de julho de 2021, De Paul marcou o gol de abertura na vitória por 3 a 0 sobre o Equador nas quartas de final da Copa América de 2021. Na final do torneio contra o anfitrião Brasil, um passe longo de De Paul fez com que Ángel Di María marcasse o único gol da partida, permitindo à Argentina conquistar seu 15º título da Copa América e seu primeiro grande título desde 1993.

### Copa América de 2024
Em junho de 2024, De Paul foi um dos 26 convocados por Lionel Scaloni para a Copa América realizada nos Estados Unidos.
Sem atuações de destaque durante a fase de grupos, De Paul subiu de produção no decorrer do campeonato. Com seu estilo combativo no meio-campo para recuperar a bola e iniciar ataques em velocidade, teve uma grande performance na final, onde a Argentina se sagrou campeã.

## Títulos
Seleção Argentina
- Copa América: 2021, 2024
- Copa dos Campeões CONMEBOL–UEFA (Finalíssima): 2022
- Copa do Mundo FIFA: 2022

### Prêmios Individuais
- Equipe ideal da Copa América: 2021[26], 2024
- Seleção do Ano da Conmebol pela IFFHS: 2021[27]